# Chorin
Pour les articles homonymes, voir Chorin (homonymie).
Chorin  est une commune de l'arrondissement de Barnim, dans le Land de Brandebourg, en Allemagne.
Elle est connue pour son abbaye.